# Nicolae Lupescu
Nicolae Lupescu (ur. 17 grudnia 1940 w Bukareszcie, zm. 6 września 2017) – rumuński piłkarz, obrońca. Uczestnik mistrzostw świata 1970 w Meksyku.
W swojej karierze występował w klubach Rapid Bukareszt oraz Admira Wacker Mödling.